# Jelena Petrowna Samokisch-Sudkowskaja

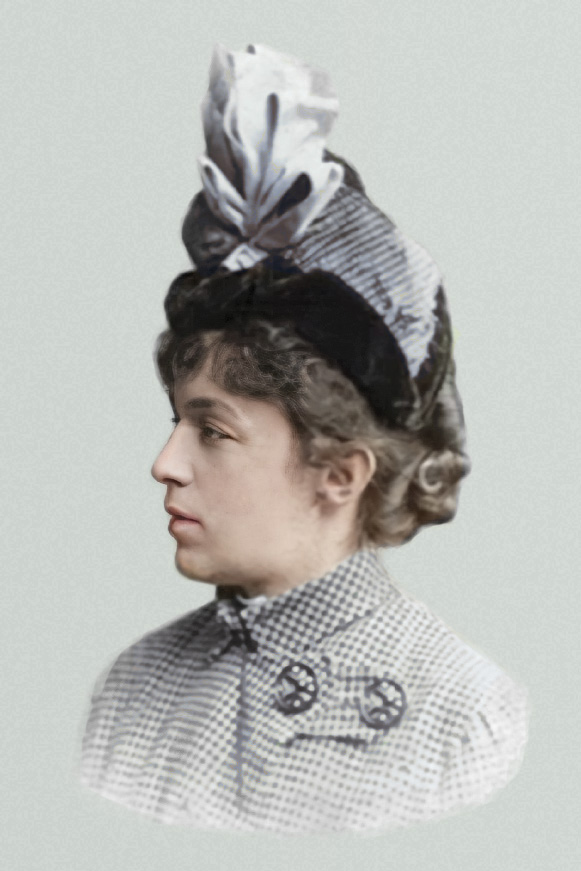
Jelena Petrowna Samokisch-Sudkowskaja (1881)

Jelena Petrowna Samokisch-Sudkowskaja, geboren Jelena Benard, (russisch Елена Петровна Самокиш-Судковская, урожд. Елена Бенард; * 10. Februarjul. / 22. Februar 1862greg. in St. Petersburg; † 1924 in Wyborg) war eine russische Malerin.

## Leben
Samokisch-Sudkowskajas Vater war der Militäringenieur Oberst Pjotr Petrowitsch Benard (1830–1911). Ihr Urgroßvater, der Hugenotte Jean Georges Benard, war Ober-Offizer in russischen Diensten geworden und hatte 1782 Anna Dorothea Graup geheiratet, mit der er vier Kinder bekam.
Nach dem Besuch des Pawlowski-Instituts für adlige Töchter studierte Samokisch-Sudkowskaja zwei Jahre lang an der Zeichenschule in Helsingfors und nahm Privatstunden bei dem St. Petersburger Maler Wassili Wereschtschagin. Sie heiratete 1883 den Maler Rufin Sudkowskyj, der nach zwei Jahren an Typhus starb. Ihre Tochter Margarita  (1884–1972) wurde ebenfalls Malerin. Für ihren verstorbenen Mann organisierte sie in St. Petersburg eine postume Einzelausstellung in den Sälen der Kaiserlichen Akademie der Künste.
Samokisch-Sudkowskaja ging 1885 nach Paris und studierte an Jules Bastien-Lepages Akademie. Dort lernte sie den Maler Mykola Samokysch kennen, den sie 1889 heiratete.
In den 1900er Jahren arbeitete Samokisch-Sudkowskaja in einer Plakat-Buchhandlung. Sie zeichnete viel für die St. Petersburger Illustrierte Niwa und gestaltete die Weihnachts- und Osterausgaben sowie farbige Kalender in der Neujahrsbeilage. Sie veröffentlichte Zeichnungen auch in anderen Illustrierten, gestaltete Plakate und Theaterprogramme und betätigte sich als Werbegrafikerin.
Samokisch-Sudkowskaja malte Porträts und Genrebilder. Bekannt wurde sie durch ihre Buchillustrationen insbesondere von Kinderbüchern. Sie schloss sich dem von Pauline Couriard 1882 gegründeten Ersten Damen-Kunstkreis an, der zur Unterstützung notleidender Künstler Ausstellungen durchführte. Ihre eigenen Arbeiten wurden in Ausstellungen zusammen mit Werken Wassili Wereschtschagins, Iwan Schischkins und Ilja Repins präsentiert. Für ihre Zeichnungen für das zweibändige Werk zur Beschreibung der russischen Krönungen anlässlich der Krönung Nikolaus II. erhielt sie eine höchste kaiserliche Auszeichnung und eine Medaille am blauen Band.
Zeitweise arbeitete Samokisch-Sudkowskaja mit ihrem Mann zusammen. Sie beteiligten sich an der illustrierten Ausgabe von Nikolai Gogols Die toten Seelen (Druckerei Adolf Marcks 1901). Im Zarskoje-Selo-Bahnhof schufen sie in einem der Säle Wandbilder zur Geschichte der Zarskoje-Selo-Bahn.
Der Jugendstil verbreitete sich auch in Russland, was dann als Russische Moderne bezeichnet wurde. Samokisch-Sudkowskaja begeisterte sich für die neue Stilrichtung und schmückte ihre Werke in Zeitschriften und ihre Postkarten entsprechend aus. Die Postkarten wurden vom Verlag der Gemeinde der Heiligen Eugenie, auch bekannt als Verlag des Roten Kreuzes, vertrieben, der mit der Produktion von Postkarten in Russland begonnen hatte.
Nach der Oktoberrevolution trennte sich Samokisch-Sudkowskaja von ihrem Mann, der eine Beziehung mit Roskan Iwanowna Awaliana begonnen hatte und in Jewpatorija lebte. Er unterstützte nach Möglichkeit weiter seine Frau, die nach Moskau und dann ins finnisch gewordene Wyborg gezogen war.  Samokisch-Sudkowskaja starb im Mai 1924 in Wyborg oder im Juli 1924 in Leningrad. Ihre Tochter Margarita wurde weiter von Samokysch unterstützt, der sie adoptiert hatte.

## Werke

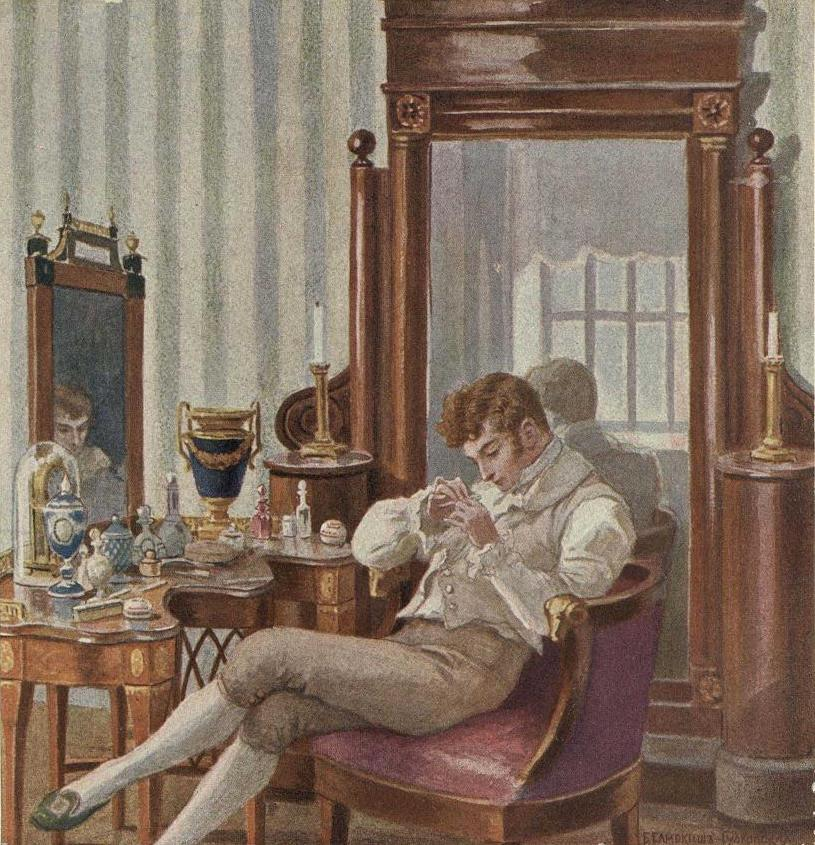
Onegin im Buch Eugen Onegin von Alexander Puschkin (1911)
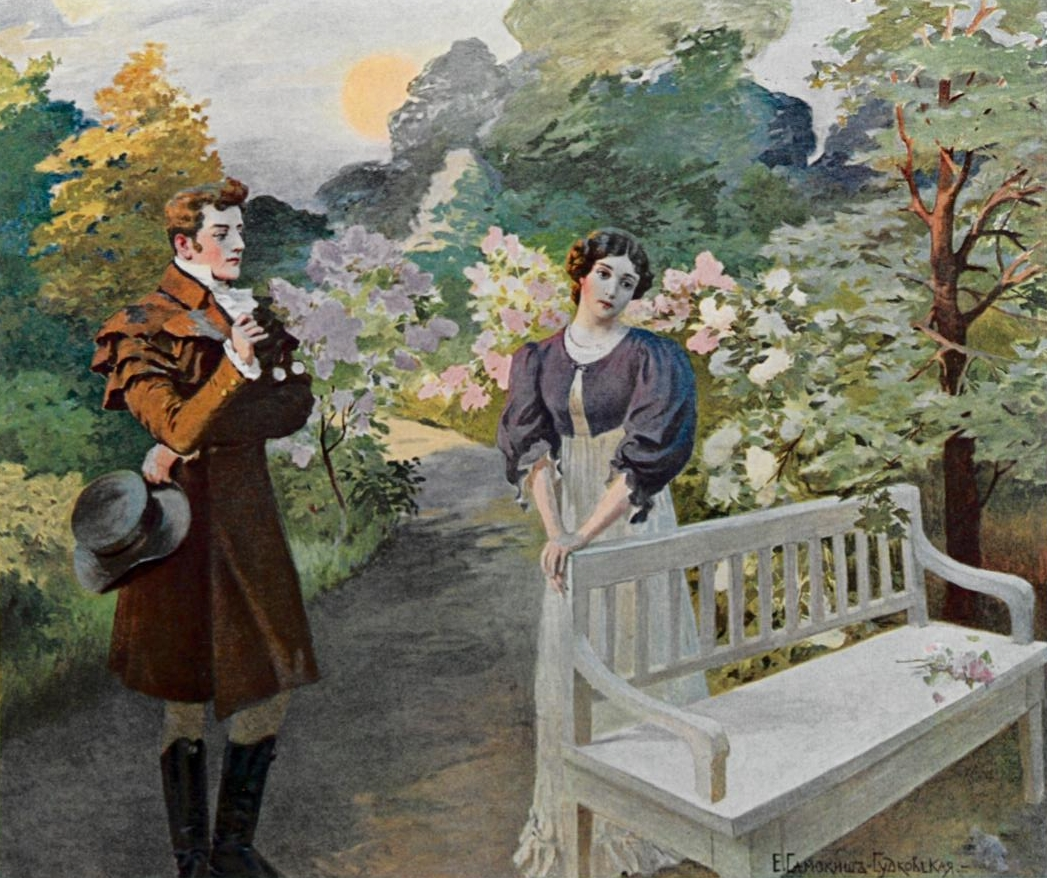
Onegin und Tatjana im Buch Eugen Onegin von Alexander Puschkin (1911)
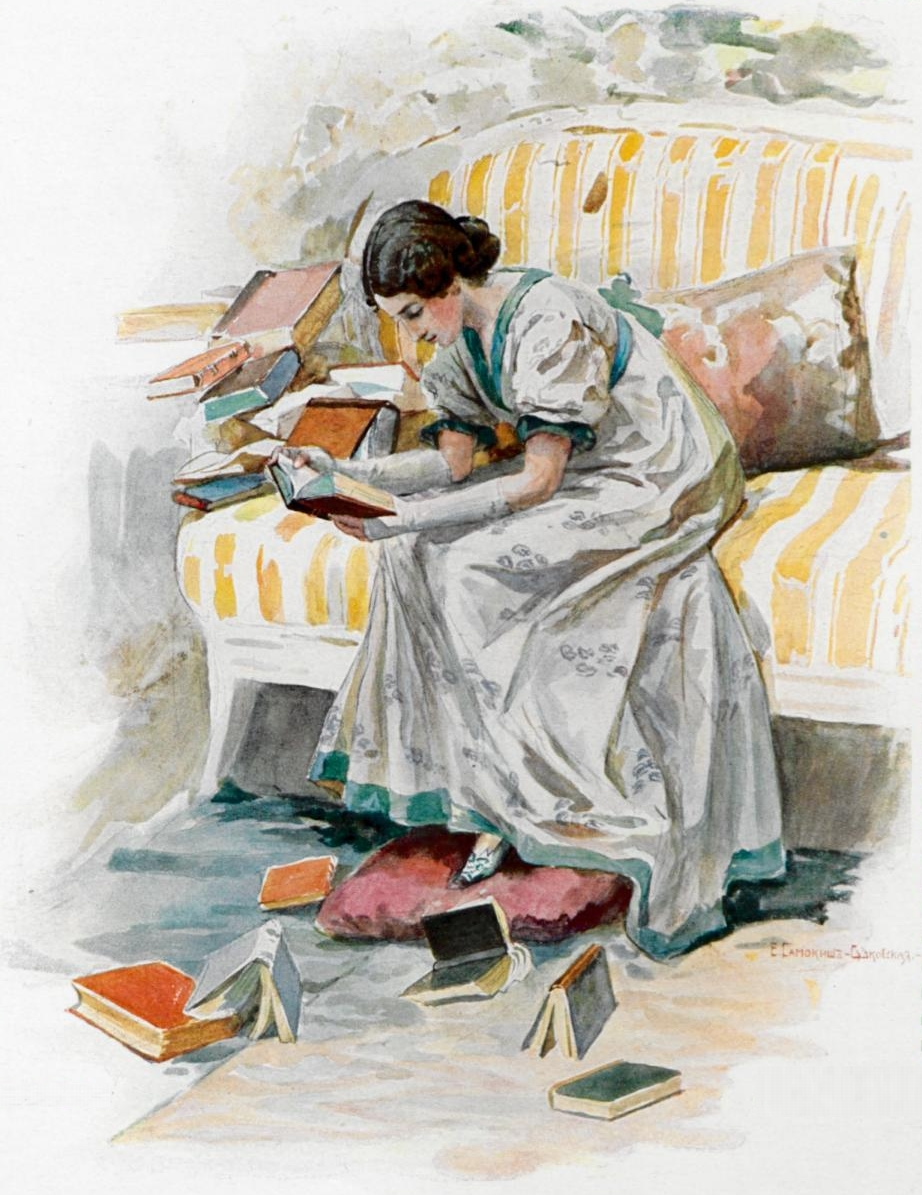
Tatjana im Buch Eugen Onegin von Alexander Puschkin (1911)
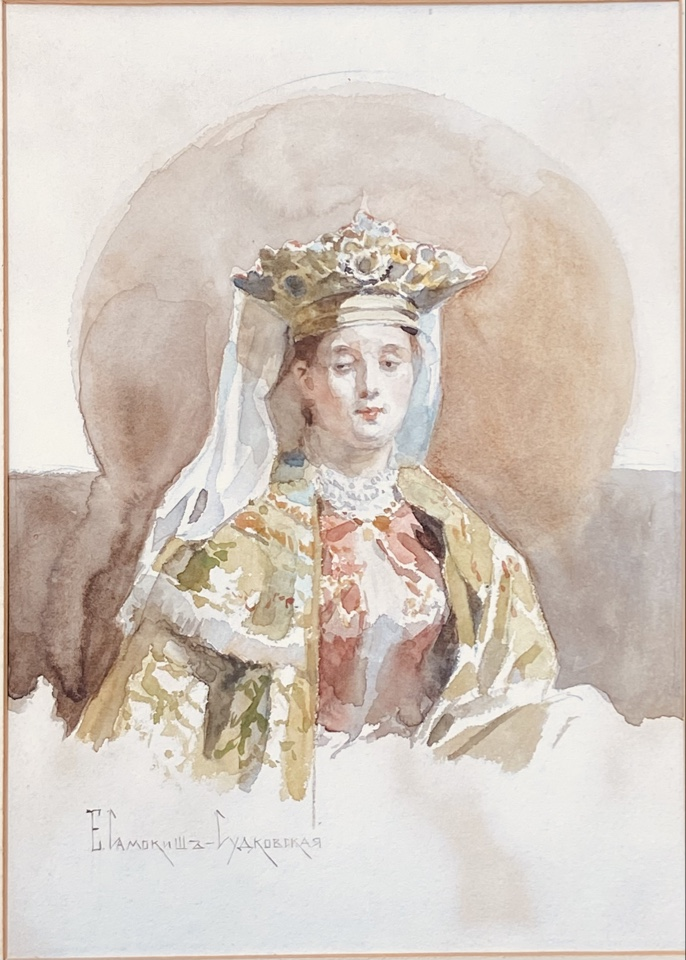
Die Kaiserin
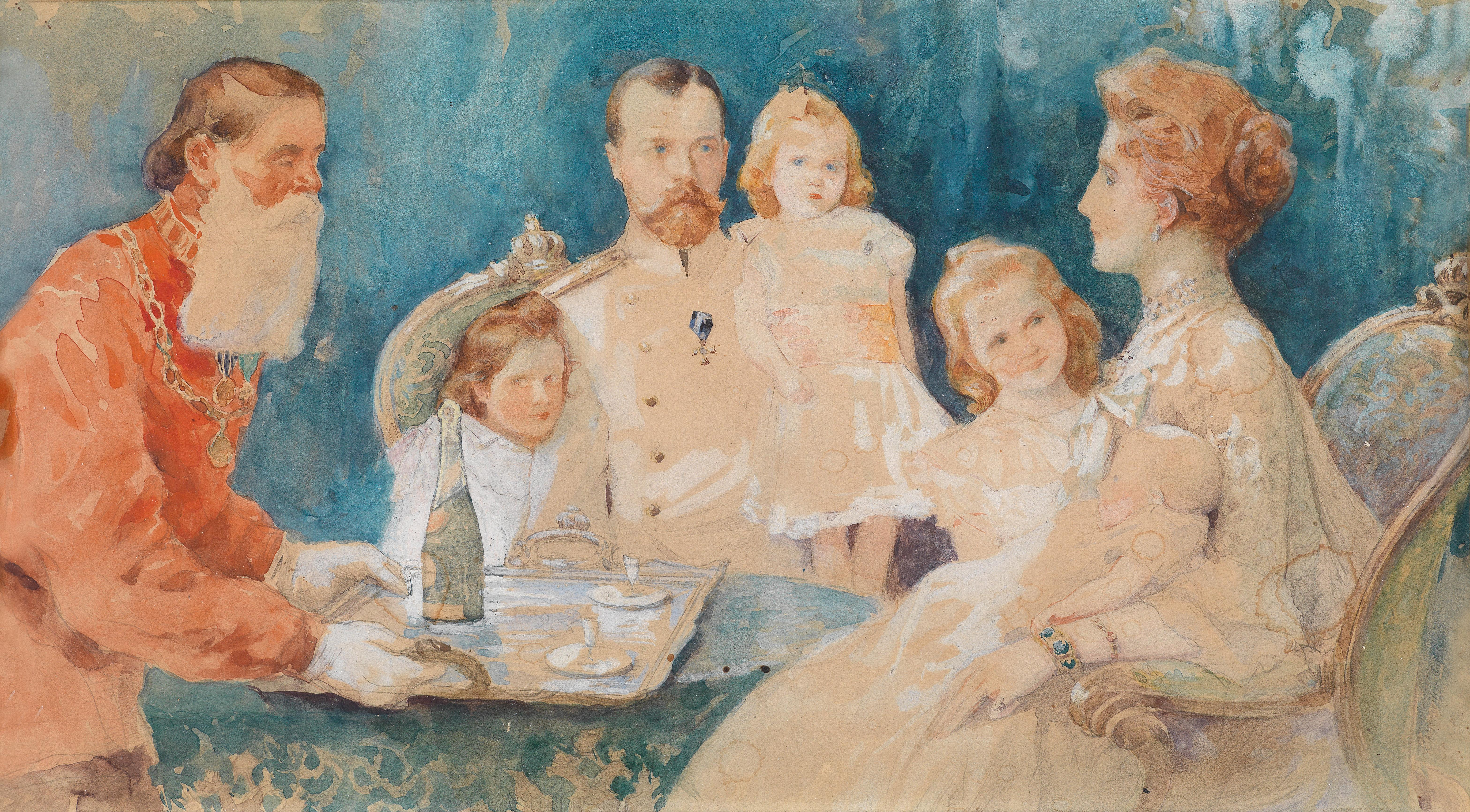
Die kaiserliche Familie (1902)
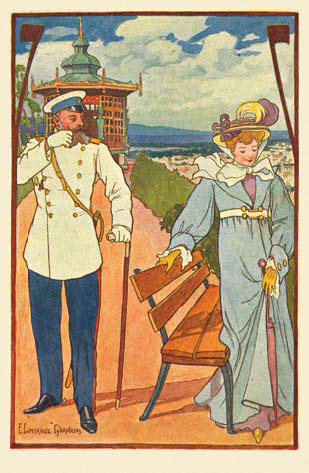
Postkarte der Serie Fahrt zu den Gewässern